# Г'ю Комін
Г'ю Комін (англ. Hugh Comyn; 1 листопада 1876 — 8 квітня 1937) — колишній британський тенісист.
Найвищим досягненням на турнірах Великого шолома було 2 коло в одиночному та парному розрядах.